# Garudimimus
Garudimimus là một chi khủng long, được Barsbold mô tả khoa học năm 1981.